# كلاوديا مونتيرو
كلاوديا مونتيرو (بالبرتغالية: Cláudia Monteiro‏) مواليد 8 مايو 1961، هي لاعبة كرة مضرب برازيلية سابقة. أعلى تصنيف لها في الفردي كان المركز الـ 118 في سنة 1986. أعلى تصنيف لها في الزوجي كان المركز الـ 82 في سنة 1987.

## روابط خارجية
- كلاوديا مونتيرو على موقع رابطة محترفات التنس (الإنجليزية)
- كلاوديا مونتيرو على موقع الاتحاد الدولي لكرة المضرب (الإنجليزية)
- كلاوديا مونتيرو على موقع كأس بيلي جين كينغ (الإنجليزية)
- كلاوديا مونتيرو على موقع خلاصة التنس.كوم (الإنجليزية)